# Општина Ситонија
Општина Ситонија (грч. Δήμος Σιθωνίας) је општина у Грчкој. По подацима из 2021. године број становника у општини је био 12.080. Административни центар је град Никити.

## Насељена места
Општина Ситонија је формирана 1. јануара 2011. године спајањем 2 некадашње административне јединице: Ситонија и Торони.
- Општинска јединица Ситонија: Никити, Азапико, Вурвуру, Галини, Галини, Елија, Елеонас, Зографу, Имери Елија, Метангици, Нови Мармарас, Ормос Панагијас, Партенонас, Пиргос, Света Недеља, Свети Никола, Свети Теодор, Салоникиу, Стиладарио, Схинија, Фтероти.
- Општинска јединица Торони: Сикија, Валти, Дестеника, Каламици, Куфос, Паралија Сикијас, Пигадаки, Платанија, Сарти, Торони.

## Становништво
| 2011.  | 2021.  |
| ------ | ------ |
| 12.394 | 12.080 |